# 峰浪りょう
峰浪 りょう（みねなみ りょう）は、日本の漫画家。

## 来歴

### デビューまで
『少年のアビス』に登場する「情死ヶ淵」は大分県日田市に実在する場所であるが、峰浪自身は日田市出身ではないものの、「近いところ」に住んでいた。
小さいころは絵を描くのが好きであったが、中学生になると小説が好きになっていたため、絵を描かなくなっていた。もともと小説家を目指しており、10代のころから小説の投稿をしていたが、なんの賞にもかからず結果が出なかった。別のことをしようと考えていたところ、父親が購読していた『ビッグコミックオリジナル』に新人漫画賞の結果発表が掲載されており、大賞賞金300万円を偶然目にした峰浪は、「マンガってすごい」と思い、漫画を描いてみようと考えた。22歳くらいの時に漫画家を目指して「漫画の描き方が載っているような本」を購入し、見よう見まねで初めて描いた漫画が奨励賞を受賞し、担当編集者がついた。新人賞用にもう1作執筆し、2006年にその作品『水面少女・水底少年』が第58回新人コミック大賞の青年部門で佳作を受賞。受賞をしたものの、「絵がひどすぎる」と言われた峰浪は、編集者に絵を学ぶための上京を勧められ、そのまま上京する。そこから東京でアシスタント先に通いつつ、帰宅後に自身の読み切りを執筆し、休める時間がほとんどないような生活を送る。小説が上手くいかず、ほかの仕事もやれるとは思えないため、新人賞をチャンスと捉え、そこに飛び込むしかないと考えていた。小説と漫画は異なるが、漫画だからこその「別の面白い表現方法がある」と峰浪は発見し、漫画を描くのが好きになっていった。『唱歌する窓際』でアフタヌーン四季賞・2007年冬のコンテストで佳作を受賞。

### 連載
2009年から2010年まで『モバMAN』（小学館）にて『溺れる花火』を連載。同作は「最初の連載」であったため、「絵柄を選択するという余裕」がなく「その時描ける絵」で描かれている。
2010年、『モバMAN』にて『ヒメゴト〜十九歳の制服〜』を連載。同作では絵に「デフォルメを加えてみよう」と意識をして描かれている。
2015年、『週刊少年サンデー』にて『初恋ゾンビ』の連載を開始し、2019年に完結。初の紙媒体での作品で、週刊連載作品である。同作では「少年誌での連載」ということが大きく、「かなりデフォルメを効かせた絵柄」で描かれている。「昔からファンである高橋留美子」の絵柄を意識もしていた。
2020年、『週刊ヤングジャンプ』にて『少年のアビス』を連載開始。2022年にテレビドラマ化し、2024年に完結。

## 人物
好きな映画のジャンルとしてホラーを挙げており、峰浪によると「演出面で影響を受けているかもしれない」という。Jホラーが好きで、『リング』を観返すことがあり、黒沢清の作品の「「日常に漂う異界の感じ」がとても好き」と話している。
アシスタントには「リモート作業でチャットツールを使い指示をだして」おり、峰浪は「グループチャットでお互いの進行を把握できるので全体進行についても大きな問題はない」と話している。

## 作品リスト

### 漫画作品

#### 連載
- 溺れる花火（『モバMAN』2009年2月[6] - 2010年5月[6]） - 初連載作品[6]。
- ヒメゴト〜十九歳の制服〜（『モバMAN』2010年7月30日号 - 2014年11月7日号）
- 初恋ゾンビ（『週刊少年サンデー』2015年46号[8] - 2019年17号[9]）
- 少年のアビス（『週刊ヤングジャンプ』2020年13号[12] - 2024年34号[14]）

#### 読み切り
- かげろお（『週刊ヤングサンデー増刊』2007年2月増刊号）
- 笑う金魚（『週刊ヤングサンデー増刊』2008年2月増刊号）
- TWINKLE LITTLE（『月刊アフタヌーン』2008年10月号[16]）
- ハナヨメわらし（『週刊少年サンデー』2012年43号[17]）
- 東京、雨、したたかに（『月刊IKKI』2013年4月号[18]） - 「IKKI the FUTURE」企画第1弾作品[18]。
- color（『週刊ヤングジャンプ』2019年38号[19]）
- 今日が命日（原作：今嶌ろね、『となりのヤングジャンプ』2020年12月18日） - 『少年のアビス』小説コンテスト第1弾、大賞作品原作。
- 東京生まれ、東京育ち。（『週刊ヤングジャンプ』2022年15号[20]） - 『少年のアビス』小説コンテスト第2弾、コラボ企画[21]。

### 書籍
- 『溺れる花火』、小学館〈ビッグコミックス〉2010年、全2巻
  1. 2010年1月29日発売[22]、ISBN 978-4-09-182869-9
  2. 2010年7月30日発売[23]、ISBN 978-4-09-183450-8
- 『ヒメゴト〜十九歳の制服〜』、小学館〈ビッグコミックスモバMAN〉2011年 - 2014年、全8巻
- 『初恋ゾンビ』、小学館〈少年サンデーコミックス〉2016年 - 2019年、全17巻
- 『少年のアビス』、集英社〈ヤングジャンプコミックス〉2020年 - 2024年、全18巻

### その他
- 甘詰留太『ナナとカオル Black Label』第3巻限定版「ゴージャス同人誌」（2014年2月[24]）
- 甘詰留太『ナナとカオル』連載100回記念企画（『ヤングアニマル』2014年22号[25]） - コメント寄稿[25]
- 兎田ぺこらイラスト（『週刊ヤングジャンプ』2022年11号[26]） - ホロライブ特集第2弾、バレンタインをテーマとした所属VTuberの描きおろしイラスト[26]